# Берёзовка (приток Ингульца)
Берёзовка (укр. Березівка) — правый приток реки Ингулец, протекающий по Кропивницкому и Александрийскому районам (Кировоградская область, Украина).

## География
Длина — 27 км. Площадь водосборного бассейна — 287 км². Используется для сельского хозяйства и рыбоводства. 
Берёт начало на заболоченном массиве западнее села Ивановка и возле бывшего села Западенька. Река течёт на юго-восток. В нижнем течении (между сёлами Косовка и Дибровы) сливается с каналом Днепр — Ингулец, шириной 47 м и глубиной 3,0 м. Впадает в реку Ингулец (на 477-км от её устья) в селе Протопоповка. 
Долина шириной до 2,4 км и глубиной 25-30 м. Русло слабоизвилистое, шириной 2 м, в верхнем и среднем течении пересыхает. На реке есть 8 прудов. Пойма заболоченная с луговой растительностью, занята лесными насаждениями. Питание преимущественно снеговое и дождевое. Ледостав неустойчив, замерзает в декабре, тает в марте. Речные воды характеризируются минерализацией до 1 г/л и значительным содержанием сульфатов (0,4–0,5 г/л).
Притоки (от истока до устья): балка Долженко, Аудиторовка.
Населённые пункты на реке (от истока до устья):
1. Западенька[5]
2. Ивановка
3. Захаровка
4. Косовка
5. Протопоповка